# 克洛凯 (明尼苏达州)
克洛凯（Cloquet）是位于美国明尼苏达州卡尔顿县圣路易斯河畔的一座城市，人口约1.1万人（2000年）。